# Epidemiología del cáncer de mama
|  | sin datos <2 2-4 4-6 6-8 | 8-10 10-12 12-14 14-16 16-18 | 18-20 20-22 >22 |

Muertes por cáncer de mama por cada 100.000 habitantes en 2004.
sin datos
<2
2-4
4-6
6-8
8-10
10-12
12-14
14-16
16-18
18-20
20-22
>22

El cáncer de mama es raro en los varones. Más del 99% de los casos ocurre en mujeres. La distribución según las diferentes bandas de edades habla de un incremento acorde con la edad de las pacientes, es decir, es tanto más frecuente cuanta mayor es la edad de las enfermas. Este hecho se cumple mientras la edad de las mujeres no alcanza los setenta años, comenzando a decrecer su frecuencia a partir de ese momento. 
En general, el pronóstico del cáncer de mama guarda una relación inversa con edad de las pacientes.